# Jowst
Joakim With Steen, művésznevén Jowst (Trondheim, 1989. június 26. – ) norvég dalszerző, producer, hangmérnök és tanár. Aleksander Walmann-nal közösen Norvégiát képviselte a 2017-es Eurovíziós Dalfesztiválon, a Grab the Moment című dallal.

## Pályafutása
Steen Trondheimban született és Tillerben nőtt fel. 14 éves korában a családjával Steinkjerre költöztek. 15 éves korától főként a gitározás, a punkzene, a dalszerzés és a zenekari élet iránt érdeklődött. Később elvégezte a hang- és zenei produkció szakot az oslói Noroff Intézetetben, ahol később oktatóként is dolgozott, valamint előadásokat is tartott. Ezzel párhuzamosan hangmérnökként és producerként is tevékenykedett a Fornebuban található Earport Studios-ban.
2011-ben megalapította saját stúdióját Red Line Studio néven, ahol azóta is hangmérnökként és producerként dolgozik. A „Making a Hit” projekt, valamint a Grab the Moment című dal sikere után saját zenei karrierjére kezdett összpontosítani Jowst művésznév alatt, amely a nevének kezdőbetűiből álló mozaikszó.
2017. február 7-én jelentették be, hogy Jowst és Aleksander Walmann részt vesznek a 2017-es Melodi Grand Prix-n, a norvég eurovíziós nemzeti válogatóban. A március 11-én megrendezett döntőben a nemzetközi zsűrik közül négy is a maximális 12 ponttal jutalmazta őket, emellett a közönségszavazást is megnyerték. Összesítésben továbbjutottak az úgynevezett aranydöntőbe, amelyet végül meg is nyertek. Norvégia a 2017-es Eurovíziós Dalfesztiválon a második elődöntő második felében lépett fel, és továbbjutott a döntőbe, ahol a 26 versenyző közül a tizedik helyet szerezték meg.
Steen társszerzőként működött közre Aleksander Walmann 2018-as Melodi Grand Prix-dalában is, melynek címe Talk To The Hand volt. A dal bejutott az aranydöntőbe, de a közönségszavazás alapján a negyedik helyen végzett, így nem került a legjobb kettő közé.
2022 októberében bejelentették, hogy Steen Byron Williams Jr. oldalán részt vesz a 2023-as Melodi Grand Prix-n a Freaky for the Weekend című dalukkal. Az első elődöntőben léptek fel, azonban nem jutottak tovább a döntőbe.
2024-ben jelent meg a The Sweetest Fruit című kislemeze, melyet Augustine Dunn-nal és a magyar Blahalouisiana frontemebrével, Schoblocher Barbarával közösen készített el.

## Magánélete
Steen élettársa Rita Rybakova, akivel közös lányuk, Sofia, 2017-ben született.

## Diszkográfia

### Kislemezek
- Grab the Moment (2017)
- That Feeling (2017, Aleksander Walmann-nal közösen)
- Burning Bridges (2018, Kristian Kostovval közösen)
- Roller Coaster Ride (2018, Manel Navarróval és Maria Celinnel közösen)
- Everybody Knows… (2019)
- Happier (2019, Chris Medinával közösen)
- Into the Wild (2020, Aleksander Walmann-nal közösen)
- Barely Breathing (2021, Agnetével és Azzippal közösen)
- The Sweetest Fruit (2024, Augustine Dunn-nal és Schoblocher Barbarával közösen)